# Akiruno
Akiruno (jap. あきる野市, -shi) ist eine Stadt in der japanischen Präfektur Tokio westlich von Tokio.

## Geographie
Akiruno liegt westlich von Tokio, südlich von Ōme und nördlich von Hachioji.

## Geschichte
Die Stadt entstand am 1. September 1995 durch die Fusion der kreisfreien Stadt Akigawa (秋川市, -shi) und der Stadt Itsukaichi (五日市町, -machi) des Landkreises Nishitama.

## Verkehr
- Zug:

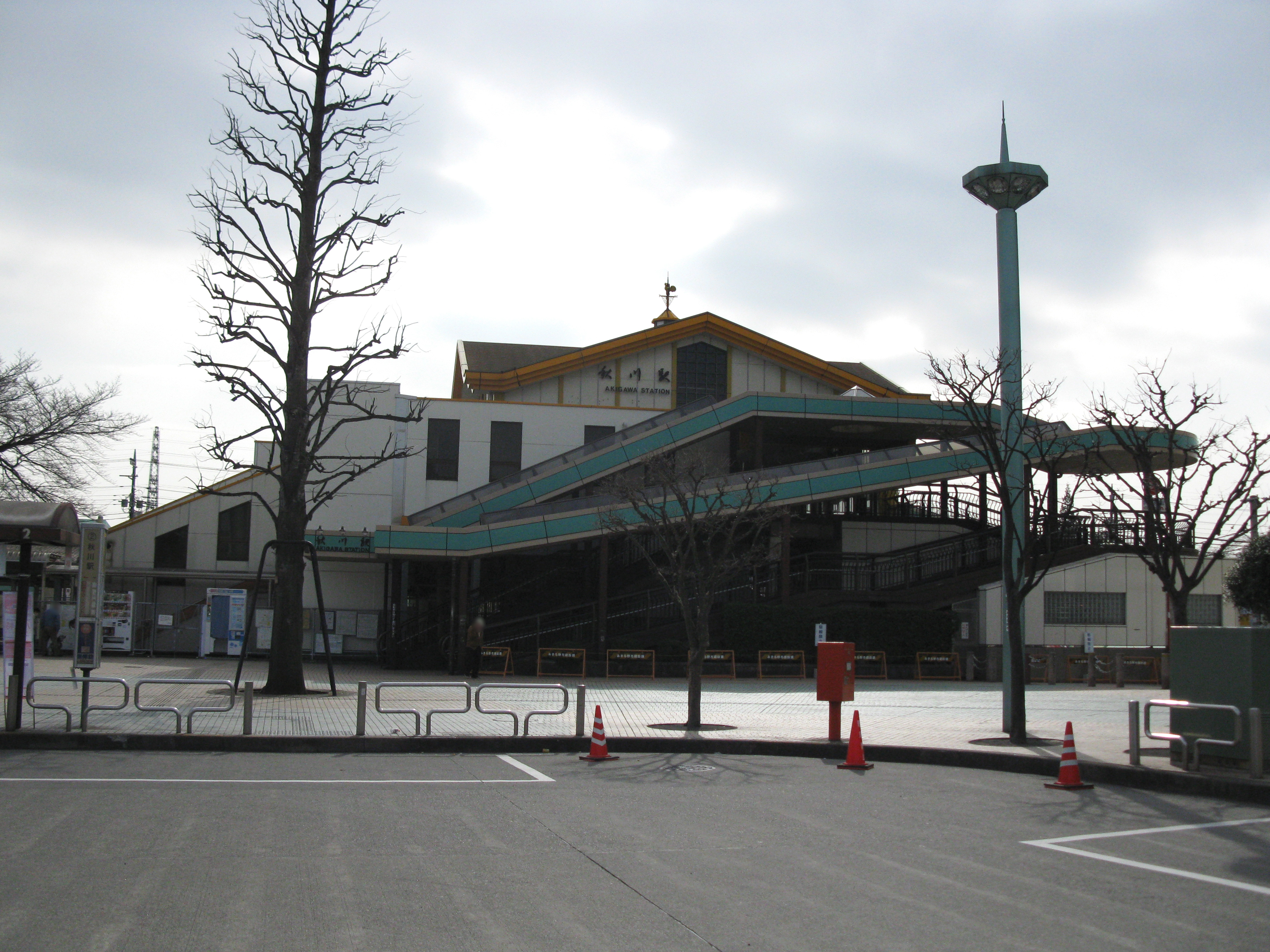
Bahnhof Akigawa

  - JR East: Itsukaichi-Linie zum Bahnhof Musashi-Itsukaichi
- Straße:
  - Nationalstraße 411

## Städtepartnerschaften
- Kurihara, seit 1985 als Shiwahime dann Itsukaichi
- Ōshima, seit 1985 als Itsukaichi
- Marlborough (Massachusetts), seit 1998

## Angrenzende Städte und Gemeinden
- Hachiōji
- Fussa
- Ōme
- Hamura
- Hinode
- Okutama
- Hinohara